# Сакасена

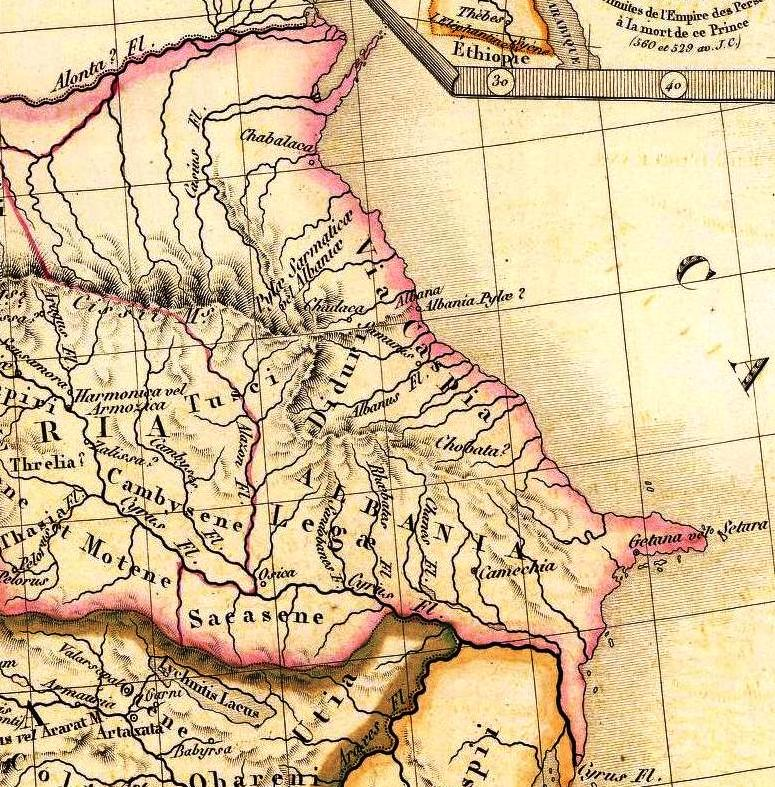

Сакасена (грец. Σακασηνήν; вірм. Շիկաշէն, Շակաշէն) — область у Закавказзі, напівавтономна частина Мідійського царства, а згодом сатрапії Мідія у складі Перської імперії. За класичними та елліністичними джерелами Сакасену населяли сакасіни або ортокорібантії («ті, хто носить гостроверхі капелюхи»). На думку деяких вчених «… частина скіфів-шкуда — „ортокорібантії“ кінця VI — початку V ст.ст. до н. е. — залишилися жити у межах Мідіської держави», а власне Сакасена «… розташована на південь від середньої течії р. Кура, приблизно у районі сучасного Гянджи». Археологічні пам'ятки скіфів у Сакасені датовано VI—IV ст. до н. е.

## Етимологія
Етимологія назви: мід. *saka- šayana- — укр. «земля саків».

## Згадки Сакасени, сакасінів та ортокорібантіїв у античних джерелах
- Геродот, Історія, І, 92 «…Від Агбатанів та інших країв Мідії і від паріканіїв та ортокорібантіїв — чотириста п'ятдесят талантів. Це був десятий округ…»;[3]

- Страбон, Географія,
 — XI, 8, 4 «…Саки … заволоділи найліпшою землею у Віменії, якій вони лишили назву від свого імені — Сакасена; вони дійшли аж до країни каппадокійців… Перські полководці, що були тоді в цій країні, напали на них вночі, під час загального свята після розподілу здобичі й знищили це плем'я…, запчаткував щорічне св'яткування Сакеї…»[4]
 — ІІ, І, 14 «…у Сакасені та Араксені, областях Вірменії…»[5]
 — XI, 14, 4 «…За цією рівниною йде Сакасена, також межуюча з Албанією та річкою Кіром…»[6]

- Арріан
 — ІІІ, 8, (4) «Мідянами керував Атропат; з мідянами разом були кадусії, албани та сакесіни.»[7]
 — ІІІ, 11, (4) «Праворуч стояло військо з Келесирії та Межирічча, а також мідяни, за ними парфяни та саки, далі тапури й гіркани, далі албани та сакесіни — ці також до середини війська.»[8]